# Store Råholmen
Store Råholmen est une île de la commune de Fredrikstad , dans le comté d'Østfold en Norvège.

## Description
Store Råholmen est une des très nombreuses petites îles située à l'ouest de Kråkerøy. Entre 1870 et 1960, de grandes quantités de granite ont été extraites dans le comté. L'une des carrières les mieux conservées de cette époque est Store Råholmen où se trouvent encore  une jetée, une grue, une passerelle ferroviaire, des pierres de taille finies et non finies. Au début des années 1930, A/S Folden Stenindustri utilisait le site et employait au total 136 hommes. En 1942, ici, comme dans plusieurs carrières autour d'Oslofjord, a eu lieu la production des blocs de pierre pour le monument de la victoire d'Adolf Hitler à Berlin. Une grue de 8 tonnes, qui est toujours sur le site, a soulevé les blocs de granit de 8 à 18 tonnes. Plusieurs de ces blocs de granit sont également toujours sur le site.
Lorsque la sculpture de Franklin Delano Roosevelt a été construite à la Citadelle d'Akershus en 1948-49, le bloc brut de 90 tonnes a été sorti de cette mine.

## Réserve naturelle
Les îlots de l'archipel font également partie de la réserve naturelle de l'archipel de Kråkerøy, qui a été créée en 2010, et l'année précédente, Store Råholmen a été protégé en tant que monument culturel.
Au sommet de l'îlot se trouve un tumulus de l'âge du bronze (1700-500 av. J.-C.), et sur le côté ouest de l'îlot, vous trouverez plusieurs marmites d'érosion.